# 巴巴維達城堡

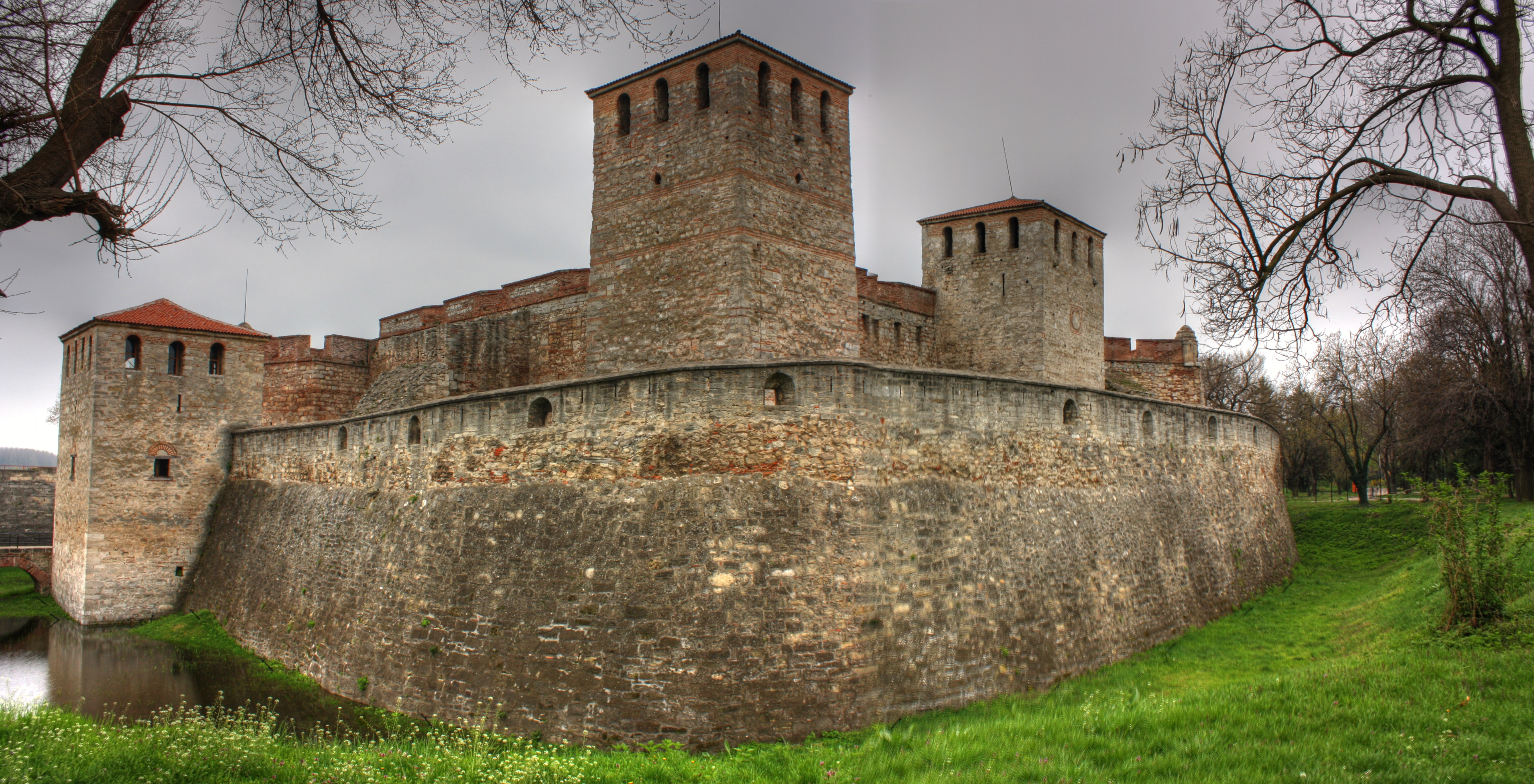

巴巴維達城堡是位於保加利亞西北部城市維丁的一座修建於中世紀時期的城堡。巴巴維達城堡也是保加利亞唯一一座保存完好的中世紀城堡。

## 外部連結
- Website about Baba Vida
- Baba Vida at Vidin-Info
- Baba Vida at Travel.Pop.bg

43°59′35″N 22°53′12″E / 43.99306°N 22.88667°E